# Vùng đô thị Washington
Vùng đô thị Washington, còn được gọi là Vùng Thủ đô Quốc gia (tiếng Anh: National Capital Region), Khu vực D.C. (viết tắt của Washington, D.C.), hoặc DMV (viết tắt của Đặc khu Columbia, Maryland và Virginia), là vùng đô thị xung quanh thủ đô Washington, D.C. của Hoa Kỳ. Vùng đô thị này bao gồm toàn bộ Washington, D.C. và một phần của các tiểu bang Maryland, Virginia và Tây Virginia. Đây là một phần của Vùng đô thị Baltimore-Washington lớn hơn, là vùng thống kê kết hợp lớn thứ ba trong cả nước.
Vùng đô thị Washington là một trong những vùng đô thị có trình độ học vấn và giàu có nhất tại Hoa Kỳ. Với tổng dân số ước tính là 6.304.975 theo ước tính năm 2023, đây là vùng đô thị đông dân thứ bảy trong cả nước, cũng như là vùng đô thị lớn thứ hai trong phân khu Nam Đại Tây Dương của Cục Thống kê Dân số Hoa Kỳ, sau vùng đô thị Atlanta.
Tên gọi chính thức của vùng đô thị này là Vùng thống kê đô thị Washington–Arlington–Alexandria (DC–VA–MD–WV) do Cục Ngân sách và Quản lý định nghĩa.

## Bộ phận của vùng

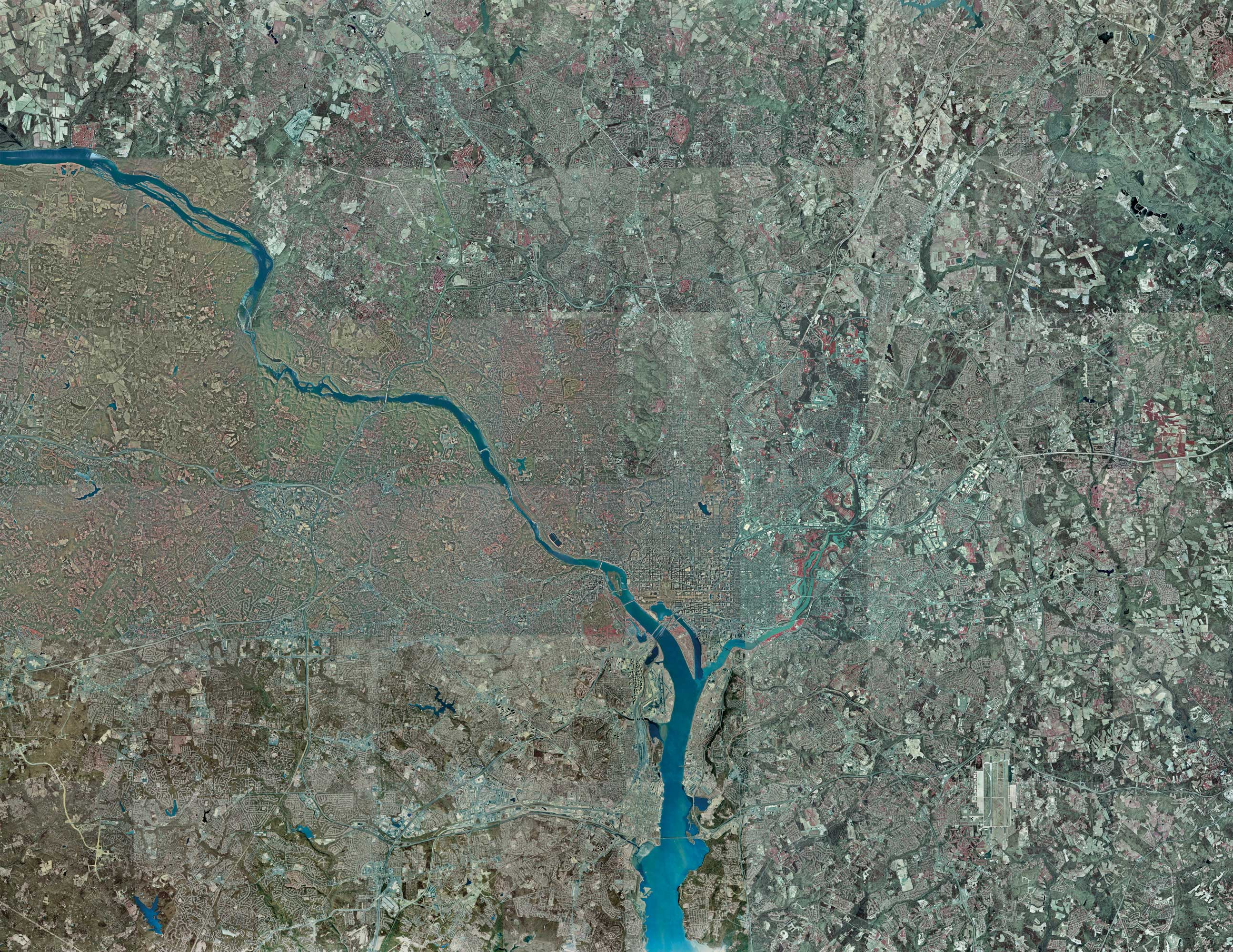
Ảnh chụp vệ tinh Vùng đô thị Washington

Vùng đô thị Washington gồm có Đặc khu Columbia và một phần của các tiểu bang Maryland, Virginia, và Tây Virginia. Nó được chia thành hai phân vùng đô thị:
- Phân vùng đô thị Washington–Arlington–Alexandria, DC–VA–MD–WV bao gồm phần lớn vùng đô thị này
- Phân vùng đô thị Bethesda–Gaithersburg–Frederick, MD bao gồm các quận Montgomery và Frederick.

### Phân cấp hành chính
Khu vực này gồm có các quận, địa khu và thành phố độc lập sau đây:

#### Đặc khu Columbia

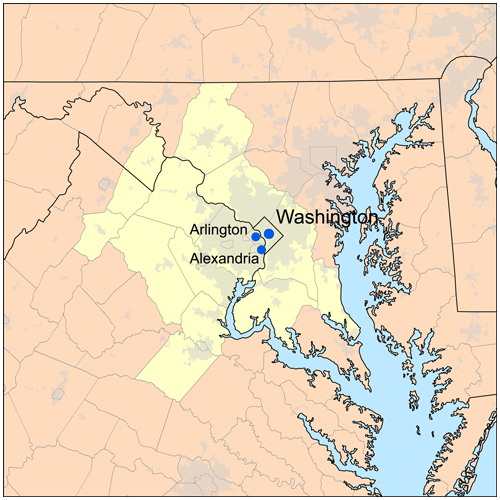
Bản đồ biểu thị vùng đô thị

- Washington

#### Maryland
Các quận sau đây được xếp như một phần của Vùng thống kê đô thị Washington–Arlington–Alexandria, DC–VA–MD–WV:
- Quận Calvert
- Quận Charles
- Quận Frederick
- Quận Montgomery
- Quận Prince George

Mặc dù có liên hệ với Vùng đô thị Washington, các quận sau đây được xếp như một phần của Vùng thống kê đô thị Baltimore-Towson, MD:
- Quận Anne Arundel
- Quận Howard

Mặc dù có liên hệ với Vùng đô thị Washington, quận sau đây được xếp như một phần của Vùng thống kê tiểu đô thị Lexington Park, MD:
- Quận St. Mary

#### Virginia
Các quận
- Quận Arlington
- Quận Clarke
- Quận Fairfax
- Quận Fauquier
- Quận Loudoun
- Quận Prince William
- Quận Spotsylvania
- Quận Stafford
- Quận Warren

Các thành phố độc lập:
- Thành phố Alexandria
- City of Fairfax
- Thành phố Falls Church
- Thành phố Fredericksburg
- Thành phố Manassas
- Thành phố Manassas Park

#### Tây Virginia
- Quận Jefferson

## Các tổ chức cấp vùng

#### Hội đồng Liên chính quyền Vùng Washington
Được thành lập năm 1957, Hội đồng Liên chính quyền Vùng Washington (MWCOG) là một tổ chức cấp vùng của 21 chính quyền địa phương vùng Washington cũng như là thành viên của nghị viện tiểu bang Maryland, Virginia, Thượng viện Hoa Kỳ, và Hạ viện Hoa Kỳ. MWCOG đưa ra một diễn đàn để thảo luận và phát triển về các vấn đề của vùng đối với những vấn đề có liên quan đến môi trường, giao thông, an ninh công cộng, nội an, nhà cửa, kế hoạch cộng đồng, phát triển kinh tế.
Ban quy hoạch giao thông vùng thủ đô quốc gia (National Capital Region Transportation Planning Board), một bộ phận của Hội đồng Liên chính quyền Vùng Washington, là một tổ chức quy hoạch đô thị cho Vùng đô thị Washinton.

## Các thành phố chính yếu
- Washington, D.C.
- Arlington, Virginia
- Alexandria, Virginia

Vùng đô thị gồm có các thành phố chính yếu sau đây (đa số chưa được hợp nhất như thành phố):

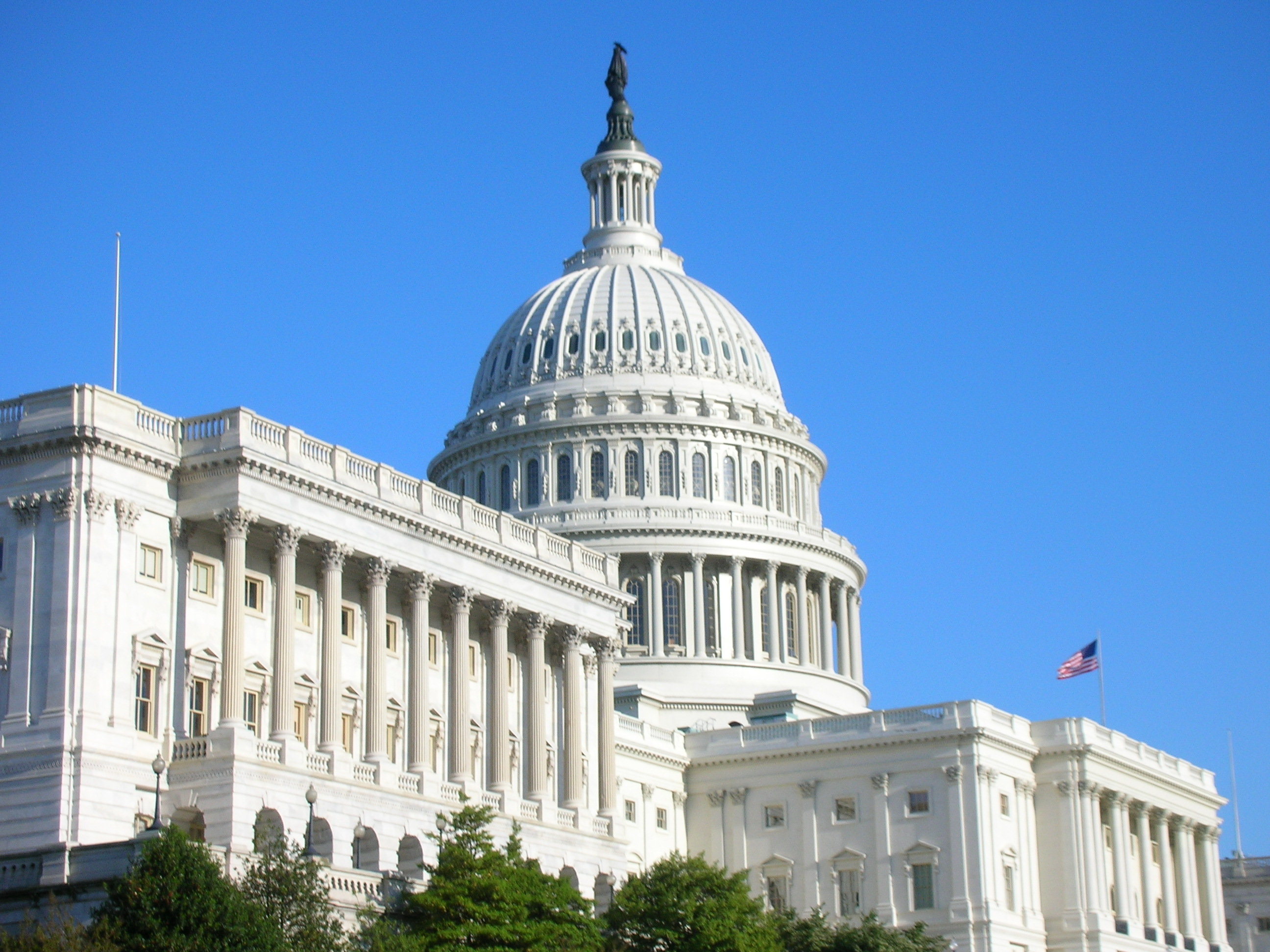
Washington, D.C.
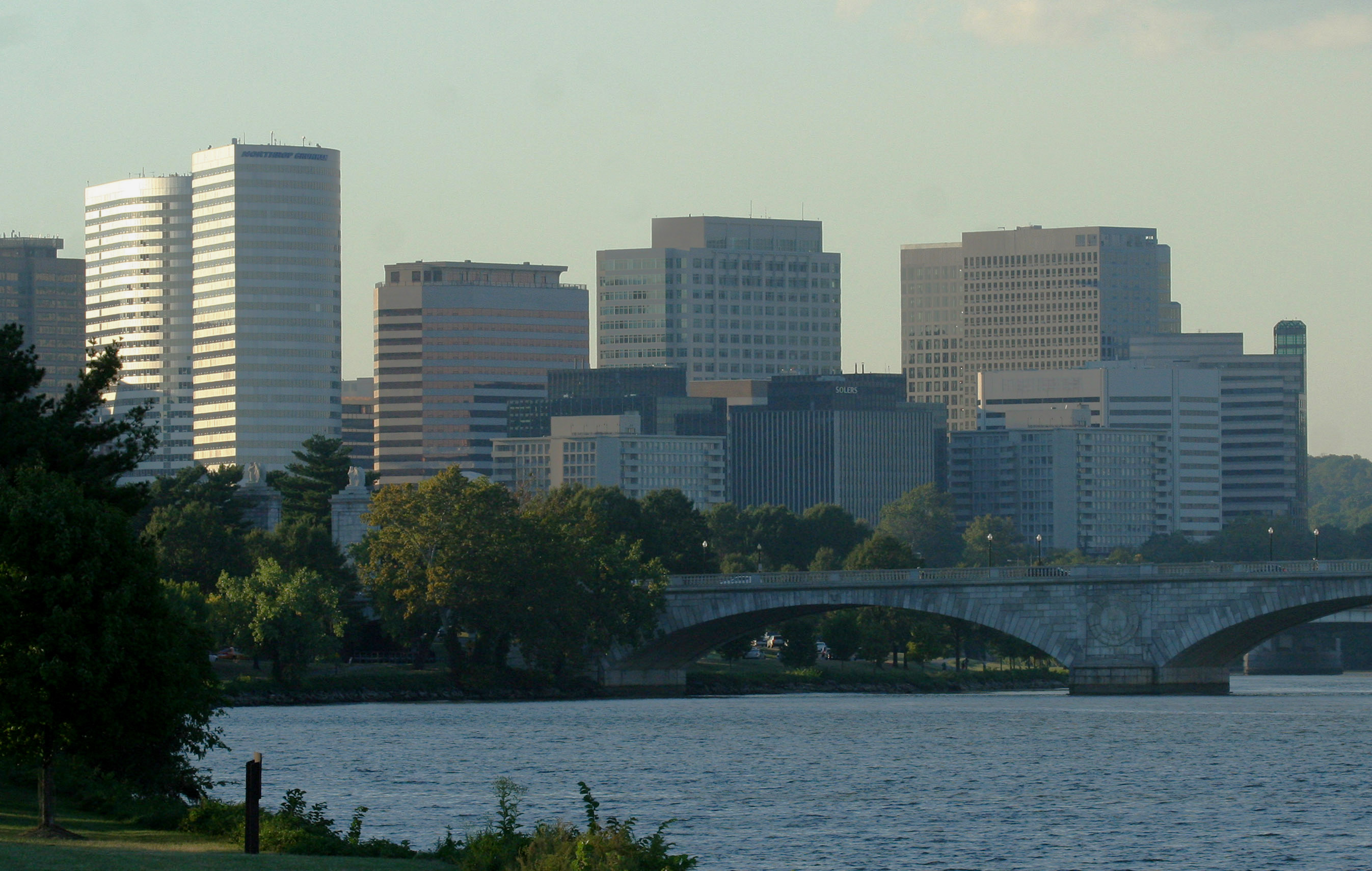
Arlington, Virginia
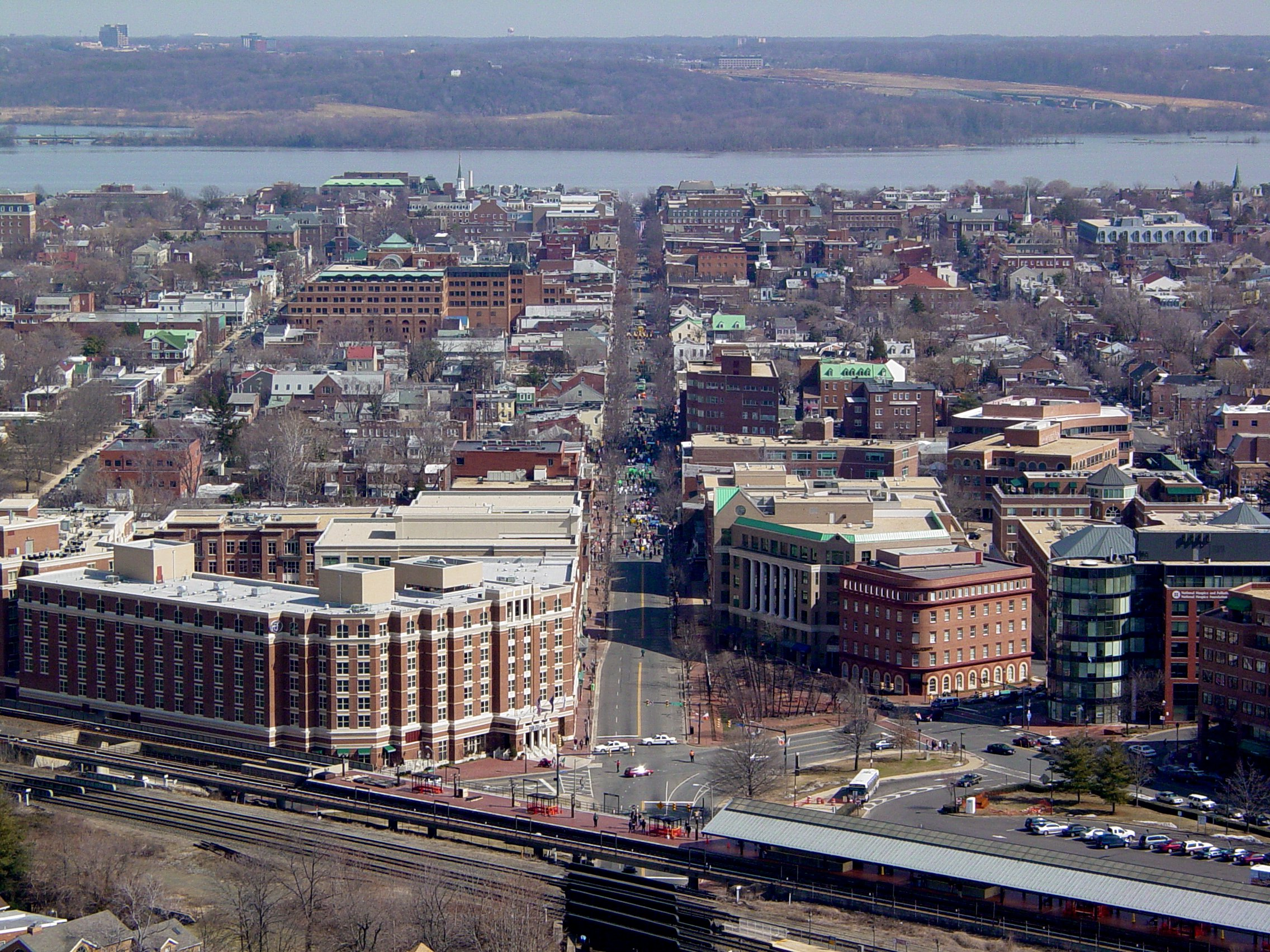
Alexandria, Virginia
- Bethesda, Maryland
- Bowie, Maryland
- Fairfax, Virginia
- Falls Church, Virginia
- Frederick, Maryland
- Gaithersburg, Maryland
- Germantown, Maryland
- Herndon, Virginia
- Leesburg, Virginia
- Manassas, Virginia
- Reston, Virginia
- Rockville, Maryland
- Silver Spring, Maryland
- Tysons Corner, Virginia
- Waldorf, Maryland

## Nhân khẩu

### Thành phần
Thành phần chủng tộc của khu vực Washington, D.C.:
2006
- Da trắng: 51,7%
- Da đen: 26,3%
- Á châu: 8,4%
- Nói tiếng Tây Ban Nha: 11,6%
- Hợp chủng hay chủng tộc khác: 2,0%

1980
- Da trắng: 67,8%
- Da đen: 26,0%
- Á châu: 2,5%
- Nói tiếng Tây Ban Nha: 2,8%
- Hợp chủng hay chủng tộc khác: 0,9%